# Francisco de Montejo
Francisco de Montejo „el Mozo” zwany Młodszym (ur. 1508 w Sewilli, zm. 1565 w Méridzie) – konkwistador hiszpański, zdobywca Jukatanu dla Hiszpanii, syn Francisca de Montejo y León i kuzyn Francisco de Montejo (el Sobrino), założyciela Valladolid.
W roku 1537 z rozkazu ojca wyruszył na podbój Jukatanu, którego obrońcy wyparli Hiszpanów dwa lata wcześniej. Młodszy Montejo założył – w miejscu dawnego miasta Majów, Chanputun na wybrzeżu półwyspu – umocniony punkt wypadowy, skąd rozpoczął wyprawę na północ zajmując, w roku 1540, silnie bronione przez Indian miasto Kimpech.
Z tego miejsca podjął szereg ekspedycji zbrojnych w kierunku serca półwyspu, a w roku 1542, po opanowaniu prawie całego terytorium, założył – na gruzach innego miasta Majów – Méridę. W roku 1546, po zdławieniu ostatniego powstania zjednoczonych plemion, zaprowadził we wschodnim Jukatanie hiszpańskie porządki. Rok wcześniej ojciec mianował go gubernatorem Jukatanu i wyspy Cozumel.
Po zakończeniu walk osiadł na stałe w Méridzie, która stała się głównym miastem regionu, a po roku 1821 stolicą stanu Jukatan. Zbudował tam swój pałac.